# Флаги Самарской области
Список флагов муниципальных образований Самарской области Российской Федерации.
На 1 января 2020 года в Самарской области насчитывалось 342 муниципальных образования — 9 городских округов, 1 городской округ с внутригородским делением, 9 внутригородских районов, 27 муниципальных районов, 12 городских и 284 сельских поселений.

## Флаги городских округов
| Флаг | Наименование                          | Дата утверждения            | Номер в ГГР |
| ---- | ------------------------------------- | --------------------------- | ----------- |
|      | Флаг городского округа Самара         | 29 октября 2015             | не внесён   |
|      | Флаг городского округа Жигулёвск      | 5 февраля 2004 26 июля 2007 | 1415        |
|      | Флаг городского округа Кинель         | 29 апреля 1999              | 484         |
|      | Флаг городского округа Новокуйбышевск | 19 апреля 2006              | 2635        |
|      | Флаг городского округа Октябрьск      | 2002                        |             |

| Флаг | Наименование                       | Дата утверждения           | Номер в ГГР |
| ---- | ---------------------------------- | -------------------------- | ----------- |
|      | Флаг городского округа Отрадный    | 27 мая 2004 19 апреля 2011 | 1456        |
|      | Флаг городского округа Похвистнево | 26 сентября 2018           | 12024       |
|      | Флаг городского округа Сызрань     |                            |             |
|      | Флаг городского округа Тольятти    | 2 июля 2003 1 января 2006  | 1204        |
|      | Флаг городского округа Чапаевск    | 30 июня 2011               | 7122        |

## Флаги муниципальных районов
| Флаг | Наименование                                  | Дата утверждения | Номер в ГГР |
| ---- | --------------------------------------------- | ---------------- | ----------- |
|      | Флаг муниципального района Алексеевский       | 25 декабря 2003  | 1412        |
|      | Флаг муниципального района Безенчукский       | 23 ноября 2012   | 8029        |
|      | Флаг муниципального района Богатовский        | 23 июня 2004     | 1818        |
|      | Флаг муниципального района Большеглушицкий    | 28 марта 2018    | 11968       |
|      | Флаг муниципального района Большечерниговский | 25 февраля 2010  | 6023        |
|      | Флаг муниципального района Борский            | 23 июня 2005     | не внесён   |
|      | Флаг муниципального района Волжский           | 18 ноября 2008   | 4677        |
|      | Флаг муниципального района Елховский          | 27 декабря 2002  | 1176        |
|      | Флаг муниципального района Исаклинский        | 15 февраля 2010  | 6024        |
|      | Флаг муниципального района Камышлинский       | 30 октября 2002  | 1127        |
|      | Флаг Кинель-Черкасского муниципального района | 19 декабря 2012  | 8053        |
|      | Флаг муниципального района Кинельский         | 26 февраля 2003  | не внесён   |
|      | Флаг муниципального района Клявлинский        | 16 июня 2001     | 887         |
|      | Флаг муниципального района Кошкинский         | 3 ноября 2004    | 2081        |

| Флаг | Наименование                                | Дата утверждения                 | Номер в ГГР |
| ---- | ------------------------------------------- | -------------------------------- | ----------- |
|      | Флаг муниципального района Красноармейский  | 3 ноября 2004                    | 2431        |
|      | Флаг муниципального района Красноярский     | 27 марта 2013                    |             |
|      | Флаг муниципального района Нефтегорский     | 25 августа 2005                  | 2032        |
|      | Флаг муниципального района Пестравский      | 30 апреля 2003                   | 1496        |
|      | Флаг муниципального района Похвистневский   | 30 июля 2013                     | 8891        |
|      | Флаг муниципального района Приволжский      | 30 декабря 2010                  |             |
|      | Флаг муниципального района Сергиевский      | 23 августа 2001 25 сентября 2007 | не внесён   |
|      | Флаг муниципального района Ставропольский   | 10 апреля 2008                   | 4122        |
|      | Флаг муниципального района Сызранский       | 29 сентября 2005                 | 2078        |
|      | Флаг муниципального района Хворостянский    | 6 июня 2005                      | 1935        |
|      | Флаг муниципального района Челно-Вершинский | 22 марта 2005                    | 1868        |
|      | Флаг муниципального района Шенталинский     | 31 октября 2016                  | 11129       |
|      | Флаг муниципального района Шигонский        | 27 февраля 2006                  | 2275        |

## Флаги городских поселений
| Флаг | Наименование                                                           | Дата утверждения | Номер в ГГР |
| ---- | ---------------------------------------------------------------------- | ---------------- | ----------- |
|      | Флаг городского поселения Петра Дубрава муниципального района Волжский | 3 марта 2021     |             |
|      | Флаг городского поселения Смышляевка муниципального района Волжский    | 28 апреля 2010   | 6432        |

## Флаги сельских поселений
| Флаг | Наименование                                                              | Дата утверждения | Номер в ГГР |
| ---- | ------------------------------------------------------------------------- | ---------------- | ----------- |
|      | Флаг сельского поселения Алакаевка муниципального района Кинельский       | 26 октября 2017  | 11608       |
|      | Флаг сельского поселения Алькино муниципального района Похвистневский     | 16 сентября 2009 | 6223        |
|      | Флаг сельского поселения Бобровка муниципального района Кинельский        | 6 октября 2009   | 5553        |
|      | Флаг сельского поселения Красносамарское муниципального района Кинельский | 30 мая 2013      | 8942        |
|      | Флаг сельского поселения Курумоч муниципального района Волжский           | 17 сентября 2015 | 10560       |

| Флаг | Наименование                                                             | Дата утверждения | Номер в ГГР |
| ---- | ------------------------------------------------------------------------ | ---------------- | ----------- |
|      | Флаг сельского поселения Лопатино муниципального района Волжский         | 26 сентября 2013 | 9027        |
|      | Флаг сельского поселения Рысайкино муниципального района Похвистневский  | 25 сентября 2013 | 8649        |
|      | Флаг сельского поселения Сухая Вязовка муниципального района Волжский    | 10 августа 2015  | 10562       |
|      | Флаг сельского поселения Хворостянка муниципального района Хворостянский | 28 августа 2009  | 5736        |
|      | Флаг сельского поселения Чёрновский муниципального района Волжский       | 31 июля 2017     | 11610       |

## Упразднённые флаги
| Флаг | Наименование                              | Дата утверждения                | Дата отмены     |
| ---- | ----------------------------------------- | ------------------------------- | --------------- |
|      | Флаг городского округа Самара             | 30 декабря 1999 27 октября 2011 | 29 октября 2015 |
|      | Флаг городского округа Чапаевск           | 27 ноября 2008                  | 30 июня 2011    |
|      | Флаг муниципального района Похвистневский | 26 февраля 2013                 | 30 июля 2013    |
|      | Флаг муниципального района Приволжский    | 30 сентября 2010                |                 |